# بخش بارسلونت
بخش بارسلونت (به فرانسوی: Arrondissement de Barcelonnette) یک بخش در فرانسه است که در آلپ-دو-اوت-پرووانس واقع شده‌است.